# Майкл Робертс (тенісист)
Майкл Робертс (англ. Michael Roberts; нар. ) — колишній американський тенісист.
Найвищу одиночну позицію світового рейтингу — 415 місце досяг 25 липня 1994, парну — 269 місце — 21 червня 1993 року.

## Фінали ATP Челленджер

### Парний розряд: 1 (0–1)
| Результат | Дата     | Турнір     | Покриття | Партнер     | Суперники                 | Рахунок  |
| --------- | -------- | ---------- | -------- | ----------- | ------------------------- | -------- |
| Поразка   | Лип 1994 | Аптос, США | Тверде   | Донні Айзек | Браян Макфі Алекс О'Браєн | 2–6, 6–7 |